# Radúz a Mahulena
Radúz a Mahulena je české pohádkové poetické drama Julia Zeyera, které bylo napsáno na motivy slovenské lidové pohádky, její námět je však patrně starší a celosvětově rozšířený, vyskytuje se i u indického básníka Kálidásy v eposu Šakuntala (do češtiny toto dílo přebásnil František Hrubín pod názvem Ztracený prsten). Pohádky s podobným námětem lze nalézt i v díle bratří Grimmů. Hra vznikla roku 1896 a premiéru měla roku 1898 Národním divadle v Praze. V tom samém roce vyšla hra knižně..
Dílo bylo později také zhudebněno Josefem Sukem a dočkalo se i své známé filmové podoby z roku 1970 s Magdou Vášáryovou a Janem Třískou.

## Postavy
- Stojmír – král tatranský, Mahulenin otec
- Runa – královna, jeho žena, Mahulenina matka
- Dcery – princezny Prija, Živa, Mahulena
- Radúz – kralevic v Maguře, Nyolin syn
- Nyola – královna, Radúzova matka
- Radovid – Radúzův sluha
- Vratko – dřevorubec

## Děj
Radúz je hlavní mužská postava děje, magurský princ a mladý kralevic. Při lovu na bílého jelena nechtěně zabloudí do cizího království, panství krále tatranského. Jelena dostihne a zabije, načež znaven usne. Tak jej nalezne jeho sluha. Oba se pak ubírají nazpět do svého království. Během této cesty je ale dostižen a posléze i zajat zdejším králem Stojmírem a královnou Runou.
Radúz se zde seznámí s jejich dcerami, zejména pak s mladou, hezkou, něžnou a laskavou princeznou Mahulenou. Oba se do sebe zamilují. Královna Runa se však dozví o Mahulenině lásce k Radúzovi, s jejich láskou nesouhlasí a Radúze kvůli tomu nechá přikovat na Orlí skálu. Mahulena se vydá Radúze vysvobodit, což se jí povede. Při společném útěku jsou však oba královnou přistiženi, ta nad nimi pronese hroznou kletbu, která dojde naplnění až při Radúzově návratu zpět do svého domovského království. Radúz na Mahulenu zapomene úplně a zoufalá Mahulena je zlomená a nešťastná, touží po tom, aby zemřela. Při těchto svých úvahách se kouzlem promění v topol. U tohoto stromu pak nešťastný Radúz truchlí, své matce Nyole se postupně odcizuje, a proto se jeho matka, královna Nyola, rozhodne onen strom porazit. Tímto činem se jí podaří onu kletbu zlomit nadobro.

## Téma
Hlavním tématem díla je láska dvou mladých lidí ze dvou sousedních znepřátelených královských rodin, kteří musí kvůli své velké lásce prožít mnoho protivenství a překonat mnoho překážek. Toto téma se vyskytuje i v mnoha jiných literárních či literárnědramatických i audiovizuálních dílech. Známe je například ze Shakespearova dramatu Romeo a Julie, v humorné a parodické formě například z české hudební filmové pohádky Šíleně smutná princezna a mnoha dalších.

## Rozhlasová adaptace
- 1998 Julius Zeyer: Radúz a Mahulena, pohádka o čtyřech dějstvích. Rozhlasová úprava Jana Paterová a Pavel Šrut. Hudba Josef Suk. Dramaturgie Jana Paterová. Režie Markéta Jahodová. Účinkují: Filip Blažek, Lenka Krobotová, Boris Rösner, Johanna Tesařová, Petra Špalková, Martina Delišová, Jana Drbohlavová, Ladislav Mrkvička, Jiří Hromada, Svatopluk Skopal, Jaroslava Pokorná, Rudolf Kvíz, Marie Marešová, Karel Pospíšil, Michal Michálek, David Voráček, Jaroslav Šmíd, Petra Kulíková, Michaela Pánková, Ivana Hromková a Andrea Elsnerová. Natočeno v roce 1998[2]

### (1954)
Slovenská pohádková hra v přepracování Julia Zeyera. Hudbu složil Josef Suk. Pro rozhlas upravil a režii má Oldřich Hoblík. Hraje Symfonický orchestr pražského rozhlasu, řídí Alois Klíma. Zpívá Pěvecký sbor Čs.rozhlasu za řízení Jiřího Pinkase. Hrají Václav Voska, Jan Otakar Martin, Rudolf Harna, Václav Piskáček, Vladimír Leraus, Marie Vášová, Marta Kučírková, Drahomíra Hůrková, Marie Glázrová, Antonie Hegerlíková, Karel Pavlík, Bedřich Bobek, Otomar Korbelář, Anna Somolová, Milica Kolofíková a Jaroslava Vacková.

## Dílo online
- Digitalizovaná vydání díla Radúz a Mahulena v České digitální knihovně
- ZEYER, Julius. Dramatická díla. Praha: Unie, 1906. Dostupné online. Hra Radúz a Mahulena, s. 153–253. Digitalizovaná podoba původního vydání.
- ZEYER, Julius. Radúz a Mahulena. Praha: Městská knihovna v Praze, 2011. Dostupné online. Elektronické vydání textu (e-kniha).